# Andriej Czeczkow
Andriej Timofiejewicz Czeczkow (ros. Андрей Тимофеевич Чечков, ur. 1905 we wsi Bormaszewo w guberni chersońskiej, zm. w lipcu 1975 w Moskwie) – funkcjonariusz radzieckich organów bezpieczeństwa, pułkownik bezpieczeństwa państwowego, zastępca ministra spraw wewnętrznych Ukraińskiej SRR (1946-1950) i Gruzińskiej SRR (1956-1961).

## Życiorys
Od października 1927 do grudnia 1930 w Armii Czerwonej, kursant szkoły młodszych dowódców, od 1929 w WKP(b). Od grudnia 1930 do października 1935 zastępca dyrektora fabryki im. Kominternu w Dniepropietrowsku, w latach 1935-1937 studiował w dniepropetrowskiej filii Ukraińskiej Akademii Przemysłowej, od lipca do listopada 1937 szef warsztatu fabryki im. Kominternu. Od listopada 1937 do stycznia 1939 zastępca kierownika wydziału, II sekretarz i I sekretarz rejonowego komitetu KP(b)U w Dniepropetrowsku, od 8 stycznia do 1 lutego 1939 zastępca szefa, a od 1 lutego 1939 do 15 września 1941 szef Zarządu NKWD obwodu stalińskiego (obecnie obwód doniecki), od 25 lutego 1939 kapitan bezpieczeństwa państwowego. Od sierpnia 1941 do czerwca 1942 zastępca szefa i szef Zarządu Budownictwa nr 49 NKWD (Front Południowy), w czerwcu 1942 został ranny, leczył się w Kirowie do września. Od września 1942 do lutego 1943 w NKWD Baszkirskiej ASRR, od lutego do czerwca 1943 szef Grupy Operacyjnej NKWD Ukraińskiej SRR, 11 lutego 1943 awansowany na podpułkownika bezpieczeństwa państwowego, od czerwca 1943 do 9 września 1946 szef Zarządu NKWD/MWD obwodu stalińskiego, od 2 stycznia 1944 pułkownik bezpieczeństwa państwowego. Od 9 września 1946 do 29 grudnia 1947 zastępca ministra spraw wewnętrznych Ukraińskiej SRR ds. zagadnień nieoperacyjnych, od 29 grudnia 1947 do 3 stycznia 1950 zastępca ministra spraw wewnętrznych Ukraińskiej SRR ds. kadr, od stycznia 1950 do lipca 1953 zastępca szefa II Głównego Zarządu przy Radzie Ministrów ZSRR ds. kadr, od lipca 1953 do sierpnia 1956 zastępca szefa Głównego Zarządu Ministerstwa Budowy Maszyn Średnich ZSRR, od 10 sierpnia 1956 do października 1961 zastępca ministra spraw wewnętrznych Gruzińskiej SRR.

## Odznaczenia
- Order Lenina
- Order Czerwonego Sztandaru (dwukrotnie)
- Order Czerwonego Sztandaru Pracy
- Order Wojny Ojczyźnianej II klasy (2 marca 1945)
- Order „Znak Honoru” (23 stycznia 1948)
- Odznaka „Zasłużony Funkcjonariusz NKWD” (18 lutego 1946)

Oraz 7 medali.